# Érosion (lésion)
Pour les articles homonymes, voir Érosion (homonymie).
 (décembre 2022).
Si vous disposez d'ouvrages ou d'articles de référence ou si vous connaissez des sites web de qualité traitant du thème abordé ici, merci de compléter l'article en donnant les références utiles à sa vérifiabilité et en les liant à la section « Notes et références ».

Fissures, érosions et ulcères.

Une érosion est une lésion élémentaire en dermatologie, correspondant à une perte de substance de la couche superficielle de la peau.

## Définition
L'érosion ou exulcération est une perte de substance superficielle n'intéressant que l'épiderme ; elle s'épidermise sans laisser de cicatrice.

## Mécanisme
L'érosion se ferme par simple multiplication et glissement des cellules épidermiques à partir des berges de la lésion et des foyers des cellules épidermiques ou des annexes qui subsistent à la surface de la lésion.